# Stacey DePass
Stacey DePass é uma atriz canadense, que trabalha na dublagem de desenhos animados e que vive em Toronto com seu marido Jeremy Harris. Ela já atuou em várias séries animada de televisão.

## Carreira
Seus papéis mais proeminentes incluem as animações 6Teen e Ruby Gloom. Recentemente, ela fez a voz de Corona em Spider Riders. Ela também estrelou em três animes dublados no Canadá e nos Estados Unidos; Air Master, Saint Seiya, e Power Stone.[carece de fontes?] Ela substituiu Alicia Silverstone como Sharon Spitz para a terceira temporada de Sorriso Metálico . Ela também fez a personagem Martha McCartney na série de TV Stoked. Recentemente, ela dublou Aldous na série de televisão What It's Like Being Alone, Mags em Turbo Dogs, Edweena The Elephant em My Friend Rabbit, Kati em Wunderkind Little Amadeus e até mesmo Lopaka na 3.ª temporada de Flipper e Lopaka. Ela também fez uma aparição no filme de comédia de 2002, The Tuxedo como "uma mulher no parque". Ela também forneceu as vozes de inúmeros personagens na Grip Radio. Mais tarde, em 2015, deu voz às personagem Crimson e Emma em Total Drama Presents: The Ridonculous Race, uma série do Cartoon Network.